# Dario Niccodemi
Dario Niccodemi (Livorno, 1874. január 27. – Róma, 1934. szeptember 24.) olasz komédiaíró, forgatókönyvíró és színházi menedzser.

## Élete
Dario Niccodemi Livornóban született 1874-ben. Családja még gyermekkorában Buenos Airesbe költözött. Húsz éves kora körül kezdett írni néhány argentin újságba, és két spanyol nyelvű vígjátékot is írt: a Duda suprema (1897) és a Por la vida (1898) címűeket. 1900-ban megismerkedett Réjane francia színésznővel, aki akkoriban dél-amerikai turnén járt, majd követte őt Franciaországba, titkára és szeretője lett. Olasz nyelvű színdarabokat fordított és adaptált neki. Az akkor Bataille és Henri Bernstein által uralt színházi környezetbe bevezetve, ihletet kapott különféle francia nyelvű vígjátékok írásához, amikben aztán Réjane játszott: L'hirondelle (1904), Suzeraine (1906), Le refuge (1909), La flamme (1910), L'aigrette (1912), Les requins (1913); Olaszországban is lefordították, és előadták műveit.
Az első világháború kitörésekor visszatért szülőhazájába, és megírta a L'ombrát, első olaszul írt vígjátékát, amelyet Irma Gramatica állított színpadra 1915. március 11-én. Ezt további sikeres vígjátékok és kapcsolódó filmes témák követtek, többek között: a Scampolo, 1915), a La nemica (1916), A tanítónő (1917).
Niccodemi (Giuseppe Donateo: „az olasz színházat a huszadik századba vitte”, lásd a bibliográfiát) komédiái szentimentális és ironikus kontextusban játszódnak, amelyben a szereplők a huszadik század eleji burzsoá társadalmat mintázzák. Antonio Gramsci ezt írta róla: „Niccodemi egy néhai Giorgio Ohnet, és Giorgio Ohnet már elmaradt Eugenio Sue-tól, Victor Hugótól és a függelékírók végtelen csoportjától”. Tisztelője volt Lev Tolsztoj, aki azt írta, hogy jobban szereti Niccodemi La nemicáját Pirandello darabjainál és Verga regényeinél. Niccodemi komédiáit rangos színészek tolmácsolták, köztük meg kell említeni a következőket: Tina Di Lorenzo, Irma Gramatica, Maria Melato, Dina Galli, Emma Gramatica, Ruggero Ruggeri, Antonio Gandusio, Ermete Zacconi, Isa Miranda, Paola Pezzaglia („Perha Pezzaglia”). Legjobb a La nemicában („Ellenség a színpadon"), maga Niccodemi szerint, Luigi Cimara, majd Vittorio Gassman, Enrico Maria Salerno, Anna Maria Guarnieri.
A Scampolo sikere meggyőzte regényt (Il romanzo di scampolo, 1918) és operalibrettót írjon belőle, amelyet Ezio Camussi (1925) zenésített meg.
1919-ben és 1925-ig az Olasz Szerzők Társaságának elnöki tisztét bízták rá, Marco Praga utódjaként.

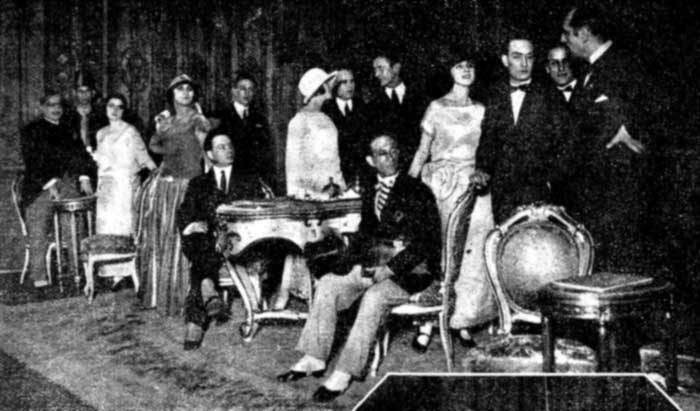
A Niccodemi Company Luigi Chiarelli Fuochi d'artificio (1923) című művének előadása után. Balról jobbra Marini, Rissone, Vera Vergani, Luigi Chiarelli, Armani, Luigi Almirante, Puccini, Luigi Cimara, Brizzolari és Dario Niccodemi. A színészek a színpadi jelmezüket viselik

1921 februárjában új színtársulatot alapított, és átvette a rendezést. Szerepeltek benne: Luigi Cimara (első színész), Vera Vergani (első színésznő), Luigi Almirante, Jone Frigerio, Mario Brizzolari, Margherita Donadoni, Giuditta Rissone, Ruggero Lupi, Sergio Tofano és Anna Magnani ( mindketten 1924-től). A társulat március 4-én debütált a római Teatro Vallében William Shakespeare Rómeó és Júliájával, amelyet maga Niccodemi fordított és adaptált. A következő május 9-én került először színre Luigi Pirandello Hat szereplő szerzőt keres című darabja a Teatro Valléban: ez egy olyan előadás volt, amely elbizonytalanította a nézőket, nem pedig a hagyományos színházi szabályokat felforgató színház szerint készült.
A két előadáson Niccodemi saját szövegét adta elő, A hajnal, a nappal és az éjszaka című darabjában, amelyben rajta kívül csak Vera Vergani és Luigi Cimara játszott. A mű a nap folyamán zajló bensőséges színház finom példája, három részben, úgymint: hajnal, nappal, éjszaka.
A társulat Olaszország és talán a külföld egyik legnépszerűbbje volt az 1920-as években, főleg olyan kortárs szerzőket állított színpadra, mint Marcel Achard, Luigi Antonelli, Riccardo Bacchelli, Giuseppe Antonio Borgese, Édouard Bourdet, Luigi Chiarelli, Lucio D'Ambra, Gabriele D’Annunzio, Arnaldo Fraccaroli, Simon Gantillon, Paul Géraldy, Giuseppe Giacosa, Frederick Lonsdale, Sabatino Lopez, Fausto Maria Martini, William Somerset Maugham, Luigi Pirandello, George Bernard Shaw, Gino Rocca, Jean Shamo Z. A Niccodemi Company 1930 nyarán tartotta utolsó előadásait a milánói Teatro Olimpiában, majd feloszlott.
1930 után Amalitából hazatért Livornóba. Három gyermeke közül kettő elhunyt letargikus agyvelőgyulladásban.

## Színház
Bemutató előadások Olaszországban:
- La rondine (L'hirondelle; A fecske), Mariani Társulat, Genova, Paganini Színház, 1905. január 27.
- Suzeraine, Réjane-turné, 1908. május
- A menedékhely (Le refuge), Calabresi-Mariani Company, Milánó, Teatro Manzoni, 1910. január 21.
- The Aigrette, Stable Company Tina Di Lorenzóval, Milánó, Manzoni Színház, 1912. március 29.
- I pescicani (Les requins), Stable Company Tina Di Lorenzo és Armando Falconi társaságában, Milánó, Teatro Manzoni, 1913. november 28.
- L'ombra, Compagnia Stabile, Irma Gramatica társaságában, Milánó, Teatro Manzoni, 1915. március 11.
- La piccina (Yves Mirande-dal), Talli-Melato-Giovannini Társulat, Milánó, Fossati Színház, 1915. augusztus 23.
- Scampolo, Galli-Guasti-Bracci Társulat, Milánó, Olimpia Színház, 1915. december 3.
- Az ellenség, Talli-Melato-Gandusio-Betrone Társulat, Milánó, Manzoni Színház, 1916. március 27.
- Il Titano, Compagnia Ruggeri, Milánó, Teatro Lirico, 1916. április 27.
- A szép halál és Az elveszett levél, egyes felvonások, Compagnia Stabile di Roma, Velence, Goldoni Színház, 1917. március
- La maestrina, Galli-Guasti-Bracci Társulat, Róma, Valle Színház, 1917. november 9.
- Prete Pero, Ermete Zacconival, Milánó, Teatro alla Scala, 1918. június 13.
- A sprint, Talli Company, Róma, Argentina Színház, 1918. december 20.
- Acidalia, Gandusio Company, Genova, Politeama Margherita, 1919. március 14.
- Hajnal, nappal és éjszaka, Niccodemi Company, Róma, Teatro Valle, 1921. március 29.
- A költő, Üres jelenet, A három grácia, egyfelvonásosok, Compagnia Ars Italica, Róma, Argentina Színház, 1921. június
- Karácsony, Niccodemi Company, Róma, 1922. május
- A titkos ház, Niccodemi Company, Róma, Valle Színház, 1924. október
- La Madonna, Niccodemi Company, Milánó, Manzoni Színház, 1927. január 21.
- Il Principe, Niccodemi Company, Milánó, Olimpia Színház, 1929. augusztus 20.
- Letizia, Carlo Veneziani Company, Salsomaggiore, 1930. október
- Jótékonysági parti, Menichellivel, Fabbrival, Tassanival, Milánó, Arcimboldi Színház, 1932. január 19.
- A láng (La flamme), Genova, Teatro Margherita, Renzo Ricci Társulat, 1935. november 30.

## Filmográfia

### Filmek
- L'ombra (Az árnyék), Mario Caserini (1917)
- L'aigrette, rendezte: Baldassarre Negroni (1917)
- Scampolo, rendezte: Giuseppe Sterni (1917)
- La nemica (Az ellenség), Ivo Illuminati (1917)
- Il rifugio (A menedék), rendezte: Giulio Antamoro (1918)
- A tanítónő (La maestrina), rendezte: Eleuterio Rodolfi (1919)
- Sovranetta, rendezte: Enrico Roma (1923)
- Scampolo, rendezte: Augusto Genina (1928)
- Scampolo, Hans Steinhoff (1932)
- La maestrina, Guido Brignone (1933)
- Retazo, szerző: Elías Alippi (1939)
- Scampolo, rendezte: Nunzio Malasomma (1941)
- La maestrina, rendezte: Giorgio Bianchi (1942)
- Una sombra en mi fate, Alberto Gout (1946)
- Az ellenség, Giorgio Bianchi (1952)
- Scampolo '53, rendezte: Giorgio Bianchi (1953)
- Az árnyék, Giorgio Bianchi (1954)
- Sissi Ischiában, rendezte: Alfred Weidenmann (1958)

## Televízió
- L'ombra, rendezte: Claudio Fino, Isa Mirandával, 1954. április 30.
- La maestrina, rendezte: Dino Di Luca, 1956. szeptember 17.
- La nemica, rendezte: Silverio Blasi, 1957. január 25.
- Scampolo, rendezte: Mario Landi, 1957. augusztus 9.
- L'ombra, rendezte: Claudio Fino, Sarah Ferratival, 1960. április 8.
- La nemica, rendezte Claudio Fino, 1965. február 3.
- La maestrina, rendezte: Silverio Blasi, 1965. július 30.
- A hajnal, a nappal és az éjszaka, rendezte: Luciano Mondolfo, 1968. január 6.
- La maestrina, rendezte: Mario Cajano, 1982. november 2.
- La nemica, rendezte: Nanni Fabbri, 1984. március 20.

## Művei

### Színház
- Teatrino, egyfelvonásos vígjátékok, Treves, Milánó, 1922:
  - 1. Elveszett levél, A költő, Jótékonysági parti
  - 2. Fricchi, A három kegyelem, Az ismeretlen
  - 3. Üres jelenet, A bunda, Karácsony

- Il rifugio, vígjáték három felvonásban, Treves, 1909
- L'aigrette, vígjáték három felvonásban, Treves, 1912
- L'ombra, vígjáték három felvonásban, Treves, 1915
- La nemica, vígjáték három felvonásban, Treves, 1917
- Il Titano, vígjáték három felvonásban, Treves, 1917
- La maestrina, vígjáték három felvonásban, Treves, 1918
- Prete Pero, vígjáték három felvonásban, 1918
- I pescicani, vígjáték három felvonásban, Treves, 1919
- La volata, vígjáték három felvonásban, Treves, 1920
- Hajnal, nappal, éjszaka, vígjáték három felvonásban, Treves, 1921
- Scampolo, vígjáték három felvonásban, Treves, 1921
- Acidalia, vígjáték három felvonásban, Treves, 1922
- A titkos ház, vígjáték három felvonásban, Treves, 1925
- La piccina, háromfelvonásos vígjáték, Yves Mirande-dal írva, Treves, 1926
- A Madonna, vígjáték három felvonásban, Treves, 1927
- A láng, háromfelvonásos vígjáték, Cesare Sarmientóval írva, a „Retroscena” című filmben, n. 3-4, 1937. április-május, pp. 3-22

### Regények
- Scampolo regénye, Treves, Milánó, 1918
- Halál maszkban, Vitagliano, Milánó, 1919
- Niobe. Egy szerelem igaz története, Artemide, Milánó, 1982

### Memorialista
- Múlt idő, 17 portréval, Treves, Milánó, 1928

### Operalibrettók
- La ghibellina, Renzo Bianchi zenéje, Sonzogno, Milánó, 1922
- Scampolo, Ezio Camussi zenéje, Sonzogno, Milánó, 1926

## Fordítás
- Ez a szócikk részben vagy egészben  a   Dario Niccodemi című olasz Wikipédia-szócikk ezen változatának fordításán alapul.  Az eredeti cikk szerkesztőit annak laptörténete sorolja fel. Ez a jelzés csupán a megfogalmazás eredetét és a szerzői jogokat jelzi, nem szolgál a cikkben szereplő információk forrásmegjelöléseként.

## Bibliográfia
- Eligio Possenti, Dario Niccodemi, Modernissima, Milánó, 1919
- Renzo Bianchi, Dario Niccodemi, Modernissima, Milánó, 1924
- Gigi Michelotti, Dario Niccodemi, „Radiocorriere”, n. 40, 1934, p. 6
- Lucio D'Ambra, Egy nagy drámaíró ≪Volapükje≫, „Radiocorriere”, n. 43, 1934, p. 14
- Mario Corsi, Dario Niccodemi, a Drámában, n. 196., 1934. október 15., pp. 30-31
- Camillo Antona Traversi, Az igazság a tizenkilencedik századi olasz színházról, Institute of Academic Editions, Udine, 1940, pp. 177-184
- Ireneo Sanesi, A vígjáték, Vallardi, Milánó, 1935, vol. II, pp. 623-625
- Orio Vergani, Dario Niccodemi emléke, az „Il Dramma”, n. 216., 1954. november 1., pp. 39-43
- szerkesztette: Guido Lopez, Sabatino Lopez-Dario Niccodemi levelezési könyv, in „Il Dramma”, n. 226, 1955. július, 35-48
- Renato Simoni, 25 évvel Dario Niccodemi halála után, az „Il Dramma”, n. 281, 1960. február, pp. 39-52
- Lucio Ridenti, Dario Niccodemi gyümölcsöző aranyszezonja, Radiocorriere TV, n. 30, 1965, pp. 22-23
- Fernando Ghilardi, Dario Niccodemi, a színház öröme, az „Il Dramma”, n. 358., 1966. július, pp. 45-56
- Giuseppe Donateo, Dario Niccodemi: a rendező, aki behozta az olasz színházat a huszadik századba, „Nuovi Studi Livornesi”, Belforte & C. Editori, 1999, vol. VII
- (angolul) Jennifer Lorch, Az első produkció: Teatro Valle, Róma, 1921. május 9., rendező: Dario Niccodemi, Pirandellóban. Six Characters in Search of an Author, Cambridge University Press, 2005, pp. 31-43